# Alysicarpus nummularius
Alysicarpus nummularius là một loài thực vật có hoa trong họ Đậu. Loài này được Baill. miêu tả khoa học đầu tiên năm 1884.